# 보니 베델리아
보니 버딜리아(영어: Bonnie Bedelia, 영어 발음: /bəˈdi:ljə/ 1948년 3월 25일 ~ )는 미국의 배우이다. 에미상에 두 차례, 골든 글로브상에 한 차례 후보 지명되었다. 배우 매콜리 컬킨, 키런 컬킨, 로리 컬킨의 고모이다.

## 출연 작품

### 영화
- 집시 나방 (1969)
- 그들은 말을 쏘았다 (1969)
- 러버스 앤 어더 스트레인저 (1970)
- 고래같은 마음 (1983)
- 다이하드 (1988)
- 의혹 (1990)
- 다이하드 2 (1990)
- 욕망을 파는 집 (1993)
- 여기보다 어딘가에 (1999)
- 노엘 다이어리 (2022) - 레이철 역

### 텔레비전
- 페어런트 후드 (2010-15)
- 왓/이프 (2019)